# کاتارزینا دالشچیک
کاتارزینا دالشچیک (انگلیسی: Katarzyna Daleszczyk؛ زادهٔ ۲۳ مارس ۱۹۹۰) بازیکن فوتبال اهل لهستان است.
وی همچنین در تیم ملی فوتبال زنان لهستان بازی کرده‌است.